# Frogger: Ancient Shadow
Frogger: Ancient Shadow es un videojuego de plataformas desarrollado por Hudson Soft y publicado por Konami en septiembre de 2005 solo en América. Es una secuela de Frogger's Adventures: The Rescue.
- Datos: Q5505253